# 红军楼
红军楼原名“杨氏鼓楼”，位于中国广西壮族自治区龙胜各族自治县平等镇龙平大队，是修建于清朝嘉庆年间的侗族鼓楼。1967年，确定为“文物保护单位”。现为一个省级文物保护单位，类型为革命遗址及革命纪念建筑物，为第二批广西壮族自治区文物保护单位，公布时间为1981年8月25日。
红军楼的历史年代为1934年。